# Celidosoma nigrocincta
Celidosoma nigrocincta är en tvåvingeart som beskrevs av Hardy 1965. Celidosoma nigrocincta ingår i släktet Celidosoma och familjen daggflugor. Inga underarter finns listade i Catalogue of Life.